# Division 1 i amerikansk fotboll för damer 2018
Division 1 i amerikansk fotboll för damer 2018 var den högsta serien i amerikansk fotboll för damer i Sverige 2018. Serien spelades 14 april  –7 juli 2018. Lagen möttes i dubbelmöten. Vinst gav 2 poäng, oavgjort 1 poäng och förlust 0 poäng. De två bästa lagen gick vidare till SM-final.
Superserien Dam (Byte namn från Division 1)
11st lag i årets serie är rekord många så det delades upp i 2st grupper med dubbelmöten. 
Nya lagen Upplands-Bro Broncos (ny), Kristianstad Predators (ny) och Copenhagen Tomahawks från Danmark.

## Lagen som deltog
- Carlstad Crusaders
- Stockholm Mean Machines
- Örebro Black Knights (Regerande mästare)
- Arlanda Jets
- Göteborg Marvels
- Jönköping Spartans
- Limhamn Griffins
- Västerås Roedeers

*Copenhagen Tomahawks (ny/Danmark 2017)
Upplands-Bro Broncos (ny)
Kristianstad Predators (ny)
*Copenhagen Tomahawks kan inte delta i SM-slutspel

## Finalen
07/07/2018: Örebro Black Knights 22:30 Carlstad Crusaders
Carlstad Crusaders tog oväntat SM-Guldet som 3 lag att vinna ett SM-GULD.